# آليا أوبراين
آليا أوبراين هي ممثلة كندية، ولدت في 1981 بفيكتوريا في كندا.

## أعمال

### أفلام
- (2014) إذا بقيت[4][5]
- (2015) أرض الغد[6]

### مسلسلات
- نزل بيتس[7]

## وصلات خارجية
- آليا أوبراين على موقع IMDb (الإنجليزية)
- آليا أوبراين على موقع ألو سيني (الفرنسية)
- آليا أوبراين على موقع أول موفي (الإنجليزية)
- آليا أوبراين على موقع قاعدة بيانات الفيلم (الإنجليزية)
- آليا أوبراين على موقع كينوبويسك (الروسية)